# Kościół Najświętszego Serca Jezusowego w Nowopołocku
Kościół Najświętszego Serca Jezusowego w Nowopołocku – kościół parafialny w Nowopołocku na Białorusi.

## Historia
14 września 1998 r. dokonano poświęcenie tymczasowej kaplicy. Tamtego dnia do parafii przywieziono figurę Matki Bożej Fatimskiej. 20 września 1999 r. położono fundamenty pod nowy kościół. 30 września 2001 r. biskup Władysław Blin, ordynariusz diecezji witebskiej, uroczyście wmurował kamień węgielny pod kościół. Kamień został przywieziony przez jedną z parafianek z Ogrodu Oliwnego w Jerozolimie i poświęcony przez papieża Jana Pawła II 23 września 2001 r. w Astanie. Nowe sanktuarium biskup Władysław Blin poświęcił 11 grudnia 2004 r.

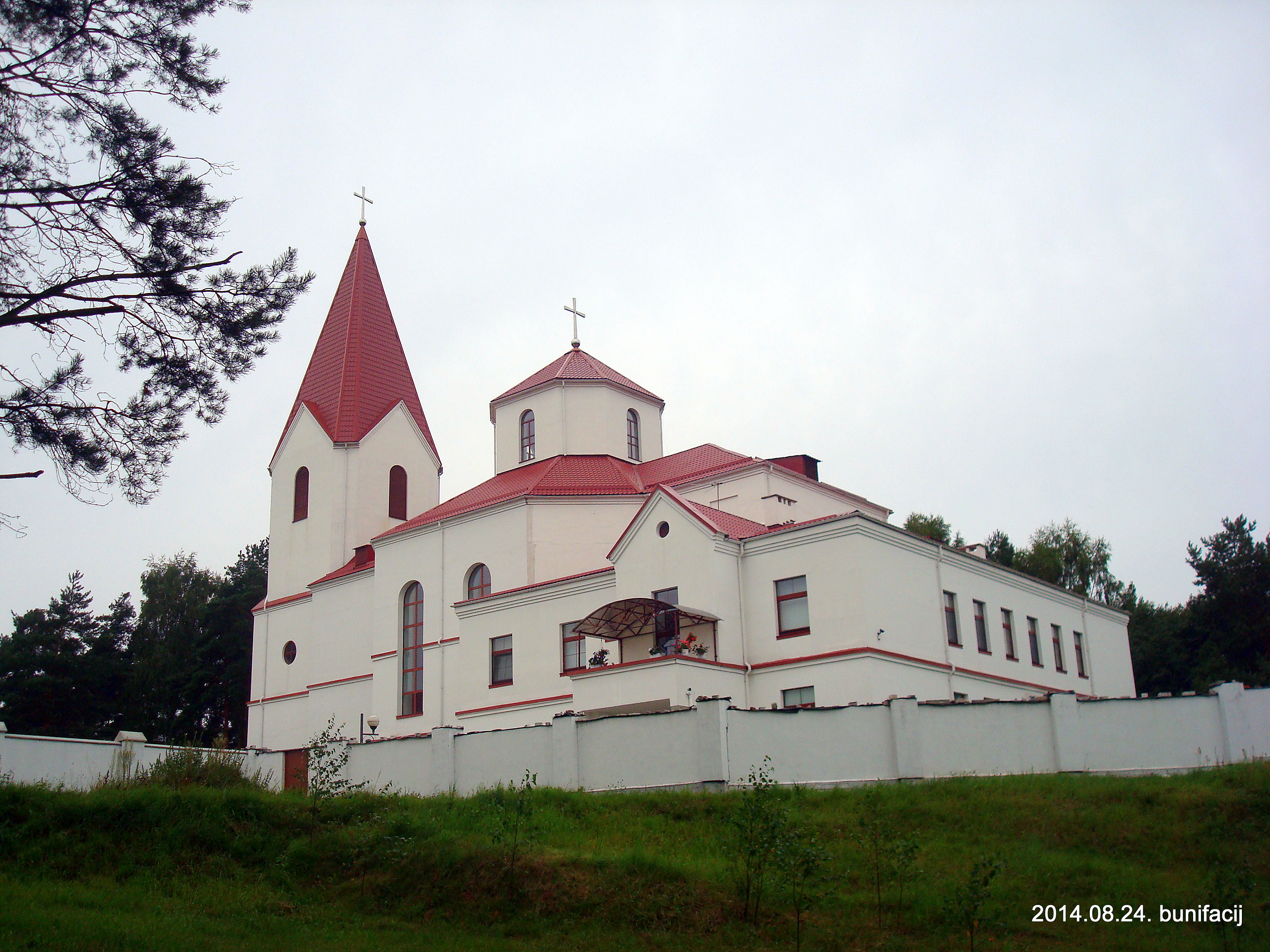
Kościół w 2014 roku

## Architektura
Świątynię wzniesiono w stylu postmodernizmu. Składa się z prostokątnej bryły z 8-boczną częścią środkową i 8-boczną kopułą. Do fasady przylega 4-kondygnacyjna, 4-boczna dzwonnica. Boki centralnej bryły przeprute są wysokimi łukowatymi otworami okiennymi. Do części ołtarzowej przylega dwukondygnacyjny budynek administracyjno-mieszkalny.